# القرار الصعب (مسلسل)
القرار الصعب مسلسل اجتماعي أردني، عُرض على التلفزيون الأردني عام 1985، من بطولة عادل عفانة، وربيع شهاب وتيسير عطية وإخراج محمد عزيزية.

## طاقم العمل
- عادل عفانة
- تيسير عطية
- يوسف الجمل
- سميرة خوري
- ريم سعادة
- رفعت النجار
- محمد عواد
- حسين أبو حمد
- إبراهيم أبو الخير
- سهير فهد
- مارغو أصلان
- أمل دباس
- نصر عناني
- علي عليان
- ماهر بلبيسي
- مجد القصص
- ساري الأسعد
- بشير هواري
- شاكر جابر
- حسن درويش
- أديب الحافظ  (ضيف شرف)
- محمد حلمي  (ضيف شرف)
- شعبان حميد  (ضيف شرف)
- ربيع شهاب  (عزوز)